# Transferase
Transferases (EC 2) são enzimas que transferem grupos funcionais entre doador e aceptor.
Algumas catalisam a reação da conversão de cetoacetato em Acetil CoA.

## Nomenclatura
A determinação do nome das enzimas é normatizada por um comitê especializado, o Nomenclature Committee of the International Union of Biochemistry and Molecular Biology (NC-IUBMB).

### Classes de transferases
- EC2.1 - Enzimas que tranferem grupos de um carbono
- EC2.2 - Enzimas que tranferem grupos aldeído ou cetona
- EC2.3 - Aciltransferases
- EC2.4 - Glicosiltransferases
- EC2.5 - Enzimas que tranferem grupos alquil ou aril, a exceção de grupos metil
- EC2.6 - Enzimas que tranferem grupos nitrogenados
- EC2.7 - Enzimas que tranferem grupos que contenham fósforo
- EC2.8 - Enzimas que tranferem grupos que contenham enxofre
- EC2.9 - Enzimas que tranferem grupos que contenham selênio